# عکس (منطق)
عکس در منطق به دو نوع است: عکس مستوی و عکس نقیض. در عکس، بر خلاف تناقض صدق و کذب قضیه تغییر نمی‌کند.

## عکس مستوی
عکس مستوی یک قضیه، هم‌ارزش و معادل با اصل آن قضیه است. برای به دست آوردن عکس مستوی یک قضیه، باید جای موضوع و محمول آن را عوض کرد و کیف (سلب و ایجاب) را به‌حال خود گذاشت؛ در این صورت قضیه‌ای را که به دست می‌آید معکوس قضیۀ اول می‌نامند. عکس یک قضیۀ صادق، حتماً صادق است. همچنین اگر قضیه‌ای موجبه باشد، عکسش هم باید موجبه باشد، و اگر سالبه باشد، عکسش نیز سالبه است. در عکس مستوی، کمیت قضیه لازم نیست یکسان باشد؛ و از قضیۀ کلی، عکس جزئی نیز قابل استنتاج است.
قضیهٔ موجبهٔ کلیه به موجبهٔ جزئیه منعکس می‌شود: مثلاً قضیهٔ «هر فلزی رساناست» در حال عکس چنین می‌شود که «بعضی رساناها فلز هستند» یا قضیهٔ «هر ایرانی آسیایی است» عکسش این است که «بعضی آسیایی‌ها ایرانی هستند.» علت این که موجبهٔ کلیه به موجبه جزئیه انعکاس می‌یابد این است که در قضایای حملی معمولاً محمول اعم از موضوع است و بنابراین نمی‌توان آن را به‌صورت کلّی منعکس کرد؛ مثلاً نمی‌توان گفت: « هر آسیایی ایرانی‌است.»
موجبه جزئیه به موجبه جزئیه منعکس می‌شود. مثلاً قضیهٔ «بعضی ایرانی‌ها مسلمان‌اند» به قضیهٔ «بعضی مسلمان‌ها ایرانی‌اند» تبدیل می‌شود.
سالبهٔ کلیه به سالبه کلیه منعکس می‌شود؛ مانند «هیچ مهره‌داری حشره نیست» که معکوس آن می‌شود: «هیچ حشره‌ای مهره‌دار نیست».
سالبه جزئیه دارای عکس مستوی لازم‌الصدق نیست؛ به این معنی که اگر قضیهٔ سالبه جزئیه صادق داشته باشیم، عکس آن فقط در صورتی صادق است که رابطه موضوع و محمول قضایا، رابطه عموم و خصوص من‌وجه باشد. مثلاً عکس «بعضی حیوانات سیاه نیستند» می‌شود «بعضی سیاه‌ها حیوان نیستند» که قضیه صادقی است؛ اما عکس «بعضی انسان‌ها باسواد نیستند» می‌شود « بعضی باسوادها انسان نیستند» که کاذب است.
| اصل قضیه                       |   | عکس مستوی                     |
| ------------------------------ | - | ----------------------------- |
| (موجبه کلیه) هر الف ب است.     | ← | (موجبه جزئیه) بعضی ب الف است. |
| (سالبه کلیه) هیچ الف ب نیست.   | ↔ | (سالبه کلیه) هیچ ب الف نیست.  |
| (موجبه جزئیه) بعضی الف ب است.  | ↔ | (موجبه جزئیه) بعضی ب الف است. |
| (سالبه جزئیه) بعضی الف ب نیست. |   | ندارد                         |

در منطق جدید اشکالاتی بر این نحوه استدلال وارد شده‌است، به عنوان مثال، عکس «همه سیمرغ‌ها حیوان هستند» می‌شود «بعضی حیوانات سیمرغ هستند» که به‌وضوح نادرست است. اما طرفداران منطق قدیم در پاسخ به این اشکالات دفاعیاتی انجام داده‌اند.

## عکس نقیض
عکس نقیض یک قضیه که هم‌ارزش با آن است، با خود آن در دو چیز تفاوت دارد؛ یکی جابه‌جایی موضوع و محمول و دیگر نقض آن‌ها. یعنی اگر در یک قضیۀ حملی نقیض محمول را به جای موضوع و موضوع را به جای محمول بگذاریم و کیف قضیه (نسبت) را تغییر دهیم (مثلاً "است" به "نیست"، یا "نیست" به "است") قضیۀ به‌دست‌آمده، عکس نقیض خواهد بود. فقط قضایای موجبه کلیه و سالبه جزئیه دارای عکس هستند. مثلاً، عکس نقیض قضیهٔ «هر دانایی توانا است» می‌شود «هر ناتوانی نادان است».